# Minotaur (película)
Minotaur es una película de terror del año 2006, dirigida por Jonathan English. Está protagonizada por Tom Hardy, Tony Todd, Ingrid Pitt y Rutger Hauer. Se filmó en Luxemburgo y es un relato impreciso del mito griego de Teseo y el Minotauro .

## Trama
En la Edad del Bronce minoica, una sombra se cernía sobre el pueblo de Thena. Cada tres años, bajo la orden del rey Deucalion, ocho jóvenes son llevados de la aldea a la capital del Imperio de Minos. Allí, se colocan en un laberinto subterráneo para ser sacrificados al Minotauro, el dios minoico.
Theo, hijo de Cyrnan, el jefe de la aldea, está obsesionado por la pérdida de su amor, Fion, en un sacrificio anterior. Una profetisa leprosa le dice que Fion todavía está vivo en el laberinto. Contra los deseos de su padre, reemplaza uno de los sacrificios y es llevado al capitolio del Imperio Minos. Otros cautivos son Danu, Morna, Tyro, Didi, Vena, Ziko y Nan.
Después de que el grupo cae en el laberinto, el Minotauro inmediatamente comienza a cazarlos y mata a Nan. Los supervivientes son abordados por la reina Raphaella, la hermana de Deucalion y amante involuntaria, quien les ofrece una salida. Vena no le cree, y cuando intenta dejar el grupo, el Minotauro la empala en la nuca con su cuerno. El resto del grupo evade al Minotauro y, liderados por Raphaella, llegan a una cámara en el centro del laberinto. Allí, el monstruo duerme sobre los restos de sus víctimas y una pesada puerta de madera sale del laberinto. Raphaella había dispuesto que su sirviente Ramaya abriera la puerta desde el otro lado, pero Deucalion atrapa a la sirvienta y la ejecuta. Desesperado, el grupo intenta derribar la puerta. El ruido despierta al Minotauro, que mata a Ziko y divide al grupo.
Theo, Danu y Morna se encuentran con Turag, un aldeano de una ofrenda anterior. Turag ha logrado eludir al Minotauro hasta ahora, pero se ha vuelto un poco loco a lo largo de los años. Mirando el mapa del laberinto que Turag ha dibujado, Theo se entera de la supuesta ubicación de Fion y se va solo a buscarla, pero solo encuentra su cadáver, envenenado por un depósito de gas subterráneo. Mientras tanto, Tyro y Didi encuentran uno de los agujeros por donde los dejaron caer. Tyro sube y se agacha para tirar de Didi. Cuando llega el Minotauro, Didi entra en pánico, pierde el control y cae sobre uno de sus cuernos. El Minotauro acorrala a Danu y Morna, y Danu se sacrifica para salvar a su amante.
Raphaella llega de nuevo a Theo y le explica el origen del Minotauro. Su madre se entregó a la bestialidad para crear un dios viviente y dio a luz al Minotauro. A medida que el monstruo crecía, también lo hacía su apetito, culminando con el asesinato del hermano de Deucalion. Se culpó a la aldea de Theo por la muerte del príncipe, lo que resultó en sacrificios humanos para apaciguar al Minotauro mientras se aseguraba la propia supervivencia de Minos. Raphaella envió al leproso a buscar a alguien en la aldea capaz de matar al Minotauro, y así el leproso le mintió a Theo sobre la supervivencia de Fion para hacerle enfrentarse a la bestia.
Theo descubre el respiradero subterráneo de gas natural en el laberinto. Cuando el Minotauro se prepara para matar a Theo, Tyro se sacrifica para distraerlo. Theo tienta al Minotauro para que lo ataque, lo atrae hacia el respiradero de gas y crea una chispa con el amuleto de Fion. El gas se enciende, envolviendo parte del laberinto, mientras que Theo y Raphaella sobreviven sumergiéndose en un estanque de agua. Emergen del agua cuando las llamas se apagan y encuentran a la bestia todavía viva y enfurecida. Mientras el Minotauro carga contra él, Theo toma el cuerno del monstruo, que se rompió antes, y lo empala en la boca. Sigue cargando hacia adelante y choca con una roca que le atraviesa la cabeza con el cuerno y finalmente lo mata.
Theo y Raphaella se reúnen con Morna y Turag y abandonan el laberinto que se derrumba. En la superficie, descubren que la explosión también derrumbó el palacio e hirió fatalmente a Deucalion. Raphaella lo asfixia hasta la muerte, poniendo fin al ciclo de fanatismo. El imperio de Minos termina con la muerte del Minotauro y Deucalion; Theo se convierte en una leyenda por matar al monstruo.

## Reparto
- Tom Hardy como Theo
- Michelle Van Der Water como la reina Raphaella
- Tony Todd como el rey Deucalion
- Lex Shrapnel como Tyro
- Jonathan Readwin como Danu
- Rutger Hauer como Cyrnan
- Maimie McCoy como Morna
- Lucy Brown como Didi
- James Bradshaw como Ziko
- Fiona Maclaine como Vena
- Claire Murphy como Nan
- Ingrid Pitt como Sybil

## Estreno
Minotaur fue estrenada en DVD por Lions Gate el 20 de junio de 2006. Maple Pictures también estrenaría la película en Canadá ese mismo día. Más tarde fue estrenada por Brightspark el 3 de septiembre de 2007.